# Gabriel Boloko
Gabriel Boloko Angbenga  (né à Yakoma le 11 novembre en 1968) est un homme politique de la République démocratique du Congo et député national, élu de la circonscription de Bumba dans la province de la Mongala,,,.

## Biographie
Gabriel Boloko est né à Yakoma le 12 novembre 1968, élu député national dans la circonscription électorale de Bumba dans la province de Mongala, il est membre du groupement politique MS.